# Hażlach
Pour les articles homonymes, voir Hażlach (homonymie).
Hażlach est un village de la voïvodie de Silésie et du powiat de Cieszyn. Il est le siège de la gmina de Hażlach et comptait 2 263 habitants en 2009.